# Feldru
Feldru veraltet Feldra (deutsch Felden, ungarisch Földra) ist eine Gemeinde im Kreis Bistrița-Năsăud in Rumänien.
Der Ort Feldru ist auch unter den deutschen Bezeichnungen Felddorf und Birkenau, der ungarischen Nyírmező und der siebenbürgisch-sächsischen Bezeichnungen Feldraf, Feldra und Birkena bekannt.

## Bevölkerung
In der Gemeinde leben nahezu ausschließlich Rumänen. Bei der Volkszählung von 2011 hatte der Ort 7669 Einwohner, davon waren 3955 Männer und 3714 Frauen. 7404 der Einwohner gehören der Ethnie der Rumänen an.

## Sehenswürdigkeiten
- Im Gemeindezentrum die rumänische-orthodoxe Kirche Sf. Arhangheli Mihail și Gavriil, nach unterschiedlichen Angaben, 1723[5] oder 1783 errichtet und 1849 erneuert, und die Büste von Vasile Nașcu, stehen unter Denkmalschutz.[6]

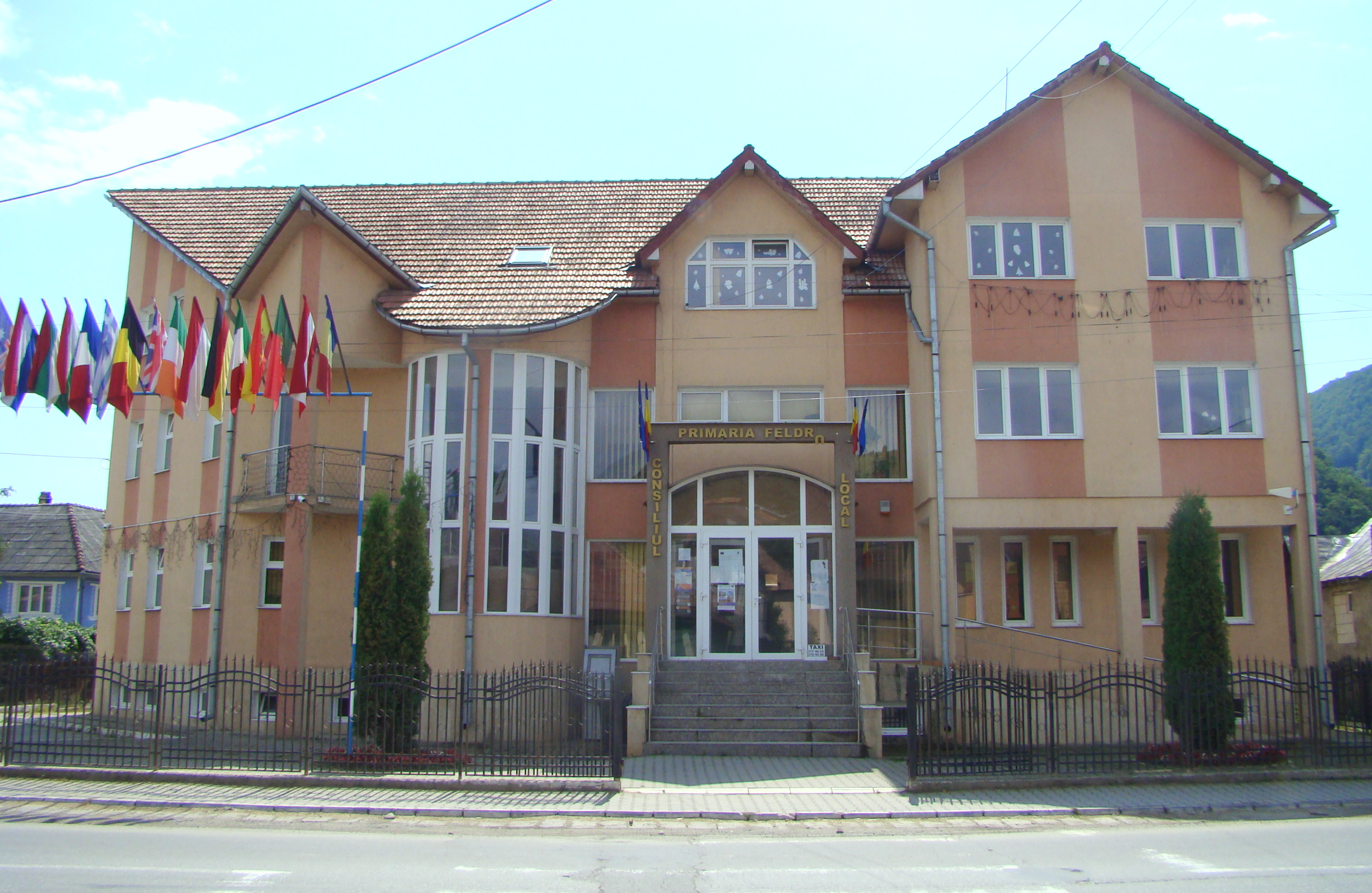
Rathaus
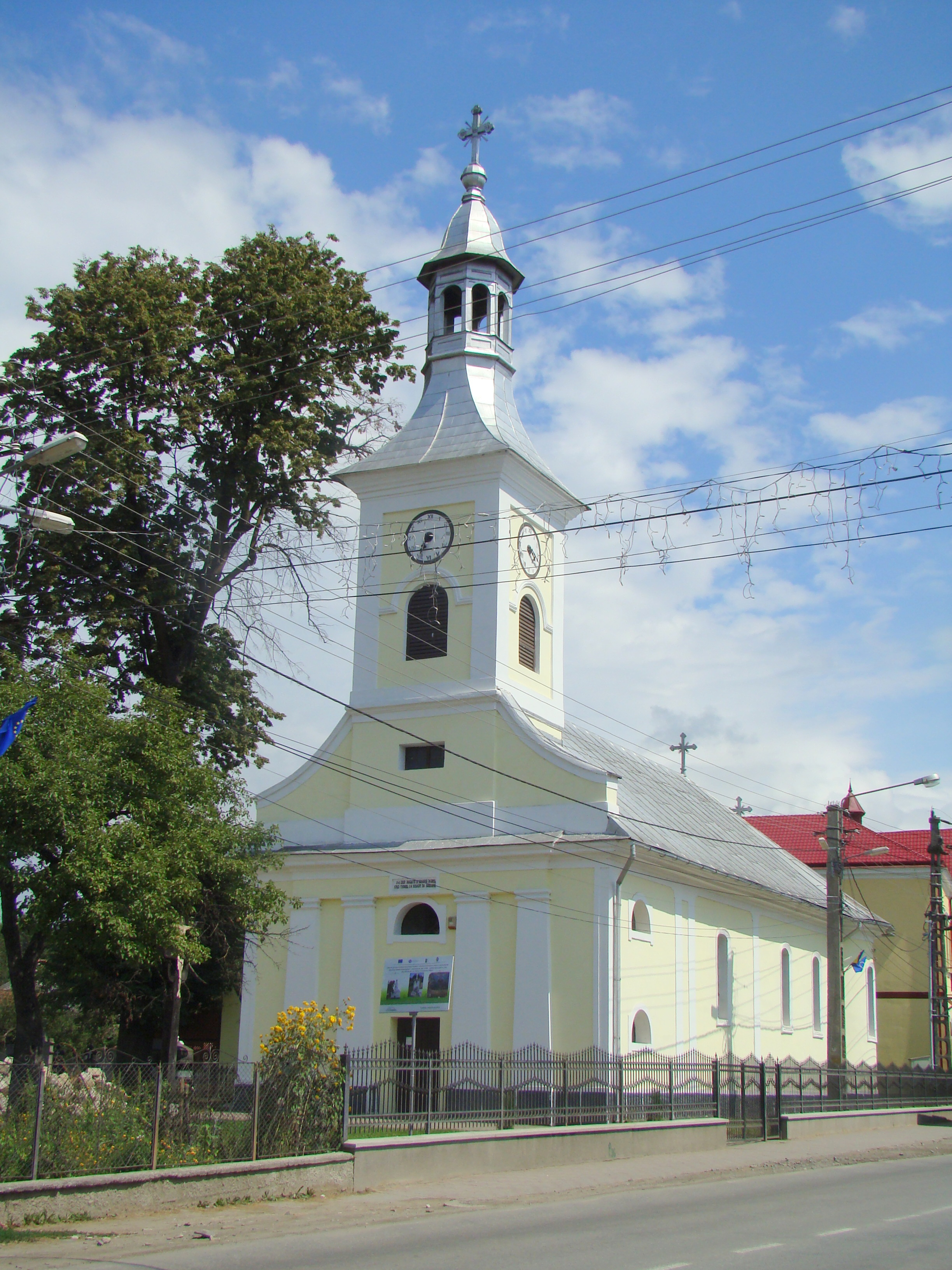
Sf. Arhangheli Mihail și Gavriil Kirche
Büste von Vasile Nașcu

## Persönlichkeiten
- Vasile Nașcu (1816–1867), war Lehrer und der erste Direktor des Grenzfonds von Năsăud.[7]